# 하동절도사
하동절도사(河東節度使)는 당 현종이 730년에 태원부(太原府) 이북의 제군주절도(諸軍州節度)를 하동절도(河東節度)로 고쳐서 설치된 절도사이다. 이때부터 절도사는 영대동군사(領大同軍使)가 되었고, 대주자사(代州刺史)로 하여금 영부사(領副使)를 맡도록 했으며, 다시 영의석이주(領儀石二州)가 되었다.
733년, 당나라가 영토를 15도(道)로 나누었고, 또한 변경에 10개의 절도사와 삼경략수착사(三經略守捉使)를 설치하여 이민족을 억제하도록 했다. 하동절도사는 그 중 하나로, 태원부(太原府, 현재의 산시성 타이위안시)를 다스렸고, 관병(管兵)은 15,000명, 말은 14,000필, 의사(衣賜)는 매년 1,260,000필, 군량은 50만 석이었다. 삭방절도사와 서로 기각의 세를 이루어 북방의 유목민족을 방어하였다.